# 雲弘流
雲弘流（うんこうりゅう）とは、剣術流派のひとつ。流祖は井鳥巨雲為信。江戸時代中期に熊本藩に伝えられて広まった。熊本県に古武道流派の一つとして現存している。2014年時点の宗家は第19代の井上弘道。

## 歴史
江戸時代初期、井鳥巨雲が弘流と無住心流を合わせて一派をひらいたのが雲弘流である。
弘流は、寛文年間に奥州伊達家（仙台藩）に仕えていた樋口七郎右衛門（不墈、元雲）が、天神正伝神道流に工夫を加えて立てた一派である。同藩に仕えていた氏家八十郎（のちの井鳥巨雲）が樋口七郎右衛門から弘流を学び、また小出切一雲から無住心流を学んだ。氏家八十郎は仙台藩を辞して江戸に出ると名を井鳥巨雲と改め、弘流と無住心流とを合わせて剣術指南を行い、雲弘流を立てた。
巨雲の次の代で、雲弘流は江戸と肥後（熊本）に分かれる。巨雲の子の八十郎（景雲）は病弱であったとされ、雲弘流は甥の鈴木弥次郎が継いだ。その後江戸の雲弘流は一度衰微するが、比留川彦九郎（雲海）が再興し、以後は「比留川流」とも称されるようになる。なお、江戸の比留川流と後述する肥後の雲弘流の間には良好な交流が続けられた。

### 熊本藩の雲弘流
一方、病弱とされた景雲は発奮し、従兄の鈴木弥次郎に従って剣術の習練を重ねた。享保9年（1724年）に景雲は肥後熊本藩の江戸藩邸に仕えるが、これは剣術師範としての仕官ではなく、中小姓を務めていた。宝暦4年（1754年）、藩主細川重賢は藩校「時習館」と武芸所「東西榭」を開設するが、このとき景雲に剣術師役となるよう要請する。景雲ははじめ固辞するが、藩主からの重ねての要請によって宝暦5年（1755年）に師役となり、多くの門人を育成した。景雲にはじまる肥後の雲弘流の歴代当主は、代々「東西榭」の師役を務めた。
幕末から昭和初期まで生きた17代井上平太は、雲弘流の道統を継いだほかに細川流（武田流）騎射・伯耆流居合など武芸諸般に秀で、大日本武徳会から剣道教士・弓道範士・居合術範士の称号を授与されている。また、18代目、井上駀伯雲も武徳会精錬証を受けている。

## 系譜
熊本に伝わる雲弘流の系譜では、弘流の樋口七郎右衛門不墈を初代とし、続いて無住心剣流開祖の針谷夕雲を2代、小出切一雲を3代、井鳥巨雲を4代、景雲を5代としている。弘流の樋口不墈と無住心剣流の針谷夕雲・小出切一雲とのあいだに直接的交流があったとは考えにくいが、弘流に対する配慮のためか、針谷夕雲・小出切一雲より前に樋口不墈を位置づけるようになったようである。
雲弘流を継ぐ者は、「雲」号を名乗ることができる。
熊本藩
- 流祖 樋口七郎右衛門不墈元雲（弘流の祖）
- 二代 針谷五郎兵衛夕雲（無住心流の祖）
- 三代 小出切空鈍一雲 （針谷の弟子）

- 四代 井鳥助之允巨雲 （雲弘流の祖）
- 五代 井鳥五郎衛門景雲
- 六代 建部貞右衛門流雲
- 七代 建部九郎助帰雲
- 八代 建部貞右衛門大雲
- 九代 建部青一郎青雲
- 十代 建部長敬寂雲
- 十一代 建部真八郎保雲
- 十二代 野之口常人徳雲
- 十三代 高橋長鑑微雲
- 十四代 岡崎唯誰牙雲
- 十五代 建部忠平詳雲
- 十六代 建部健三郎健雲
- 十七代 井上平太皆雲
- 十八代 井上駀伯雲
- 十九代 井上弘道尤雲
  - 師範 井上照貴

## 技法
表 十二本
表 六本
柳陰剣、直清刀、三明剣、陰之車、臥龍、離心刀
裏 六本
象水月、霞、燕飛、屈深、晴眼、払当剣
六葉剣 六本
棒
表
立行、水波、三當、単忽、月影、愽替,
笠中、波流、水車、大峯、節當、両段
裏
両気討、直入、山頭、三角、残晴
的中、的和、折突、突打
一、美向
一、快覚
一、体寛